# Хелена Флатс (Монтана)
Хелена Флатс (енгл. Helena Flats) насељено је место без административног статуса у америчкој савезној држави Монтана.

## Демографија
По попису из 2010. године број становника је 1.043.
| Група             | 2000.    | 2010.       |
| Белци             | 0 (0,0%) | 973 (93,3%) |
| Афроамериканци    | 0 (0,0%) | 1 (0,1%)    |
| Азијати           | 0 (0,0%) | 3 (0,3%)    |
| Хиспаноамериканци | 0 (0,0%) | 21 (2,0%)   |
| Укупно            | 0        | 1.043       |